# Pachytrachelus
Pachytrachelus is een geslacht van kevers uit de familie van de loopkevers (Carabidae). De wetenschappelijke naam van het geslacht is voor het eerst geldig gepubliceerd in 1852 door Chaudoir.

## Soorten
Het geslacht Pachytrachelus is monotypisch en omvat slechts de volgende soort:
- Pachytrachelus cribriceps Chaudoir, 1852